# Мори Тэрумото
Мори Тэрумото (毛利辉元, 22 января 1553 — 27 апреля 1625) — крупный японский даймё, 1-й правитель княжества Тёсю.

## Биография
Сын Мори Такамото (1523—1563), даймё провинции Аки, внук и преемник крупного военачальника Мори Мотонари (1497—1571).
В 1571 году после смерти своего деда Мори Тэрумото унаследовал его владения в регионе Тюгоку, на побережье Внутреннего Японского моря.
Мори Тэрумото принял на себя главный удар продвигавшегося по побережью Оды Нобунаги. Он поддерживал членов религиозной секты Икко из монастыря Исияма Хонгандзи. После гибели Оды Нобунаги Мори Тэрумото воевал, но затем заключил мир с его преемником Тоётоми Хидэёси, затем признал себя его вассалом. В 1587 году участвовал в завоевании Тоётоми Хидэёси острова Кюсю. В 1591 году Мори Тэрумото основал в своих владениях замок Хиросима.
В 1598 году Мори Тэрумото вошёл в состав совета пяти старейшин («готайро»), созданный для управления государством до совершеннолетия Тоётоми Хидэёри, малолетнего сына и преемника Хидэёси. В конце XVI века он владел обширной территорией, которая оценивалась в 1200000 коку риса. Это означает, что он мог мобилизовать более 120 тысяч воинов.
В 1600 году Мори Тэрумото выступил против Токугавы Иэясу, но не принимал участие в битве при Сэкигахара. Во время битвы он находился в Осаке, защищая малолетнего Тоётоми Хидэёри, и сдался Токугаве после битвы при Секигахара. Токугава Иэясу, одержавший победу и ставший сёгуном, уменьшил владения Мори Тэрумото и оставил ему только провинции Нагато и Суо с доходом 369000 коку риса.
В 1623 года Мори Тэрумото добровольно отказался от титула в пользу своего сына от наложницы, Мори Хидэнари (1595—1651), который стал 2-м даймё княжества Тёсю (1625—1651).